# Phare de List Ouest
Le phare de List Ouest (en allemand : Leuchtturm List West) est un phare actif situé sur l'île de Sylt à List (Arrondissement de Frise-du-Nord - Schleswig-Holstein), en Allemagne.
Il est géré par la WSV de Tönning .

## Histoire
Le phare  a été mis en service en 1858 au nord de l'île de Sylt. Cette construction s'est faite à l'initiative du roi Frédéric VII de Danemark. Il est le phare le plus au nord d'Allemagne et le plus vieux construit en fonte. En 1977, il a reçu une lampe halogène de 250 w et a été automatisé. Le phare n'est pas visitable.
Le phare fonctionne conjointement avec le phare de List Est. Il guide les navires entre l'île de Sylt et l'île danoise de Rømø.

## Description
Le phare  est une tour cylindrique en fonte de 11 m de haut, avec une galerie et une lanterne. La tour est peinte en blanc et la lanterne est rouge. Son feu à occultations émet, à une hauteur focale de 19 m, un long éclat blanc, rouge et vert , selon direction, de 4.5 secondes par période de 6 secondes.
Sa portée est de 14 milles nautiques (environ 26 km) pour le feu blanc, 11 milles nautiques (environ 20 km) pour le rouge et 10 milles nautiques (environ 18.5 km) pour le feu vert.
Identifiant : ARLHS : FED-148 - Amirauté : B1746 - NGA : 10704.

## Caractéristiques dufeu maritime
Fréquence : 6 secondes (WRG)
- Lumière : 4.5 secondes
- Obscurité :1.5 secondes

|             |
| Île de Sylt |

|          |
| Le phare |

### Lien connexe
- Liste des phares en Allemagne